# National Rugby League 2014
La National Rugby League de 2014 fue la 107.ª edición del torneo de rugby league más importante de Australia y Nueva Zelanda.

## Formato
Los clubes se enfrentaron en una fase regular de todos contra todos en condición de local y visitante, los ocho equipos mejor ubicados al terminar esta fase clasificaron a la postemporada.
Se otorgaron 2 puntos por el triunfo, 1 por el empate y ninguno por la derrota.

### Postemporada

#### Finales de eliminación (fase 1)
- 5° vs 8° puesto - ganador avanza a las semifinales
- 6° vs 7° puesto - ganador avanza a las semifinales

#### Finales de clasificación (fase 2)
- 1° vs 4° puesto - ganador avanza a las final preliminar, perdedor avanza a semifinales
- 2° vs 3° puesto - ganador avanza a las final preliminar, perdedor avanza a semifinales

#### Semifinales (fase 3)
- Perdedor fase 2 vs ganador fase 1 - ganador avanza a la final preliminar
- Perdedor fase 2 vs ganador fase 1 - ganador avanza a la final preliminar

#### Final preliminar (fase 4)
- Ganador fase 2 vs ganador fase 3 - ganador avanza a la gran final
- Ganador fase 2 vs ganador fase 3 - ganador avanza a la gran final

#### Final
- Ganadores fase 4

## Desarrollo

### Tabla de posiciones
| Pos. | Equipo                        | Encuentros | Encuentros | Encuentros | Encuentros | Tantos | Tantos | Tantos | Puntos |
| Pos. | Equipo                        | PJ         | PG         | PE         | PP         | F      | C      | Dif    | Puntos |
| ---- | ----------------------------- | ---------- | ---------- | ---------- | ---------- | ------ | ------ | ------ | ------ |
| 1    | Sydney Roosters               | 24         | 16         | 0          | 8          | 615    | 385    | +230   | 36     |
| 2    | Manly-Warringah Sea Eagles    | 24         | 16         | 0          | 8          | 502    | 399    | +103   | 36     |
| 3    | South Sydney Rabbitohs        | 24         | 15         | 0          | 9          | 585    | 361    | +224   | 34     |
| 4    | Penrith Panthers              | 24         | 15         | 0          | 9          | 506    | 426    | +80    | 34     |
| 5    | North Queensland Cowboys      | 24         | 14         | 0          | 10         | 596    | 406    | +190   | 32     |
| 6    | Melbourne Storm               | 24         | 14         | 0          | 10         | 536    | 460    | +76    | 32     |
| 7    | Canterbury-Bankstown Bulldogs | 24         | 13         | 0          | 11         | 446    | 439    | +7     | 30     |
| 8    | Brisbane Broncos              | 24         | 12         | 0          | 12         | 549    | 456    | +93    | 28     |
| 9    | New Zealand Warriors          | 24         | 12         | 0          | 12         | 571    | 491    | +80    | 28     |
| 10   | Parramatta Eels               | 24         | 12         | 0          | 12         | 477    | 580    | −103   | 28     |
| 11   | St. George Illawarra Dragons  | 24         | 11         | 0          | 13         | 469    | 528    | −59    | 26     |
| 12   | Newcastle Knights             | 24         | 10         | 0          | 14         | 463    | 571    | −108   | 24     |
| 13   | Wests Tigers                  | 24         | 10         | 0          | 14         | 420    | 631    | −211   | 24     |
| 14   | Gold Coast Titans             | 24         | 9          | 0          | 15         | 372    | 538    | −166   | 22     |
| 15   | Canberra Raiders              | 24         | 8          | 0          | 16         | 466    | 623    | −157   | 20     |
| 16   | Cronulla-Sutherland Sharks    | 24         | 5          | 0          | 19         | 334    | 613    | −279   | 14     |

|  | Postemporada. |

### Postemporada

#### Finales de clasificación
| 12 de septiembre | Manly-Warringah Sea Eagles | 24 - 40 | South Sydney Rabbitohs |  |  |

| 13 de septiembre | Sydney Roosters | 18 - 19 | Penrith Panthers |  |  |

#### Finales de eliminación
| 13 de septiembre | North Queensland Cowboys | 32 - 20 | Brisbane Broncos |  |  |

| 14 de septiembre | Melbourne Storm | 4 - 28 | Canterbury-Bankstown Bulldogs |  |  |

#### Semifinal
| 19 de septiembre | Sydney Roosters | 31 - 30 | North Queensland Cowboys |  |  |

| 20 de septiembre | Manly-Warringah Sea Eagles | 17 - 18 | Canterbury-Bankstown Bulldogs |  |  |

#### Finales premilinares
| 26 de septiembre | South Sydney Rabbitohs | 32 - 22 | Sydney Roosters |  |  |

| 26 de septiembre | Penrith Panthers | 12 - 18 | Canterbury-Bankstown Bulldogs |  |  |

#### Final
| 5 de octubre | South Sydney Rabbitohs | 30 - 6 | Canterbury-Bankstown Bulldogs | ANZ Stadium, Sídney             |  |
|              |                        |        |                               | Asistencia: 83.833 espectadores |  |

| Bandera de Australia           |
| Campeón South Sydney Rabbitohs |
| Vigésimo primer título         |